# Eicca Toppinen
Eino Matti Toppinen, más conocido como Eicca (Vantaa, Finlandia, 5 de agosto de 1975), es un violonchelista, compositor, productor, arreglista, fundador y miembro líder de la banda finesa Apocalyptica, así también un baterista ("por hobby").

## Biografía
Eino Matti Toppinen nació el 5 de agosto de 1975 en Vantaa, Finlandia. Tiene tres hermanas y un hermano, todos los cuales tomaron clases de instrumento mientras crecían. Eicca decidió colocarse su sobrenombre debido a que su nombre era comúnmente confundido con el de su hermana Aino.
A la edad de 9 años aprendió a tocar el violonchelo, así como la batería. Estudio en la prestigiosa academia de música clásica Sibelius, donde conoció a Paavo Lötjönen, Antero Manninen, Max Lilja y Perttu Kivilaakso. Después de graduarse, tocó en varias orquestas como la Radio Symphony Orchestra y la Avanti Symphony Orchestra. Un tiempo después formó Apocalyptica junto a Paavo, Antero y Max. 
En 1997 contrajo matrimonio con la actriz y cantante finlandesa Kirsi Ylijoki, con quien tuvo a Eelis (1999) e Ilmari (2002). Algunos otros proyectos musicales en los que ha trabajado son la obra Paper Rain junto a Paavo y Mikko Sirén y las películas finlandesas Milja (2005) y Black Ice (2007) por la cual ganó el 3 de febrero de 2008 el premio Jussi por mejor música.Se divorció el año 2020. 
Eicca cita como influencia a músicos como Yo-Yo Ma, Mstislav Rostropóvich, Tom Waits, y James Hetfield y a sus bandas preferidas Metallica, Sepultura y Rammstein.

## Proyecto alterno
Si bien es famoso por ser violoncelista de Apocalyptica, en 2009 junto con su exesposa Kirsi y otros integrantes, fundó una banda de rock llamada Cherry & The Vipers, en la cual es el baterista.

## Discografía

### Solista
- Music for the Movie Black Ice (2007)[7]

### Apocalyptica
- Plays Metallica by Four Cellos (1996)
- Inquisition Symphony (1998)
- Cult (2000)
- Live (2001)
- Reflections (2003)
- Apocalyptica (2005)
- The Life Burns Tour (2006)
- Amplified // A Decade of Reinventing the Cello (2006)
- Worlds Collide (2007)
- 7th Symphony (2010)
- Shadowmaker (2015)
- Cell-0 (2020)

### Waltari
- Yeah! Yeah! Die! Die! A Death Metal Symphony In Deep C (1996) (como parte de la Avanti Symphony Orchestra)

### Neljä Ruusua
- Not for Sale (1998) (en la canción "Sea of Love")

### Stratovarius
- Destiny (1998) (en la canción "Destiny")

### Sanna Kurki-Suonio
- Musta (1998) (en la canción "Pilven Tyttö")

### HIM
- Deep Shadows and Brilliant Highlights (2002) (en la canción "In Joy and Sorrow")

### Grip Inc.
- Incorporated (2004) (en la canción "(Built to) Resist")

### Timo Rautiainen & Trio Niskalaukaus
- Kylmä Tila (2004) (en la canción "Juoksevan Veden Aika")

## Equipo[8]

### Violonchelos
- Terzi Antivarius "Sleeping Death" (2½75)
- Benedikt Lang "Killer Bass" (1985)

### Arcos
- Wilson/Benedek (1988)
- In Memoriam Tourte

### Cuerdas
- Jargar
- Larsen

### Resinas
- Liebenzeller Metal Kolophonium Gold IV Hartz
- POPS'

### Preamplificador
- Barcus-Berry 3125